# Сімпсон (Луїзіана)
Сімпсон (англ. Simpson) — селище (англ. village) в США, в окрузі Вернон штату Луїзіана. Населення — 585 осіб (2020).

## Географія
Сімпсон розташований за координатами 31°15′23″ пн. ш. 93°1′6″ зх. д. / 31.25639° пн. ш. 93.01833° зх. д. (31.256344, -93.018431).  За даними Бюро перепису населення США в 2010 році селище мало площу 16,08 км², з яких 15,97 км² — суходіл та 0,11 км² — водойми.

## Демографія
Згідно з переписом 2010 року, у селищі мешкало 638 осіб у 250 домогосподарствах у складі 189 родин. Густота населення становила 40 осіб/км².  Було 288 помешкань (18/км²).
Расовий склад населення:
| - 95,5 % — білих - 2,7 % — корінних американців - 0,3 % — азіатів - 0,2 % — чорних або афроамериканців |

До двох чи більше рас належало 1,3 %. Частка іспаномовних становила 2,2 % від усіх жителів.
За віковим діапазоном населення розподілялося таким чином: 25,5 % — особи молодші 18 років, 62,0 % — особи у віці 18—64 років, 12,5 % — особи у віці 65 років та старші. Медіана віку мешканця становила 38,6 року. На 100 осіб жіночої статі у селищі припадало 98,1 чоловіків;  на 100 жінок у віці від 18 років та старших — 91,5 чоловіків також старших 18 років.
Середній дохід на одне домашнє господарство  становив 97 293 долари США (медіана — 77 656), а середній дохід на одну сім'ю — 111 287 доларів (медіана — 86 750). Медіана доходів становила 53 063 долари для чоловіків та 45 179 доларів для жінок. За межею бідності перебувало 9,3 % осіб, у тому числі 17,8 % дітей у віці до 18 років та 3,9 % осіб у віці 65 років та старших.
Цивільне працевлаштоване населення становило 377 осіб. Основні галузі зайнятості: публічна адміністрація — 27,6 %, освіта, охорона здоров'я та соціальна допомога — 18,6 %, сільське господарство, лісництво, риболовля — 17,0 %.